# Villa Sile
Villa Sile (o, più semplicemente, Sile; Sîl in friulano) è una frazione del comune di Casarsa della Delizia, in provincia di Pordenone, posta a circa 4 km ad ovest del capoluogo. 
È la frazione più distaccata dal centro abitato, avendo mantenuto le proprie caratteristiche di borgo di campagna. 
Si tratta di un borgo agricolo sviluppatosi intorno alla piccola chiesa di Santa Margherita, immediatamente a sud rispetto alla linea ferroviaria Udine - Venezia (che qui funge da confine con il comune di Zoppola), attraversato da un'unica strada che lo collega con la frazione di San Giovanni di Casarsa e con Orcenico Inferiore, molto vicino comunque alla Strada statale 13 Pontebbana.